# Lucio Mumio
Lucio Mumio Acaico  fue un militar y político romano del siglo II a. C., cónsul en el año 146 a. C., conocido por ser el destructor de Corinto. Hermano de Espurio Mumio.

## Familia y carrera en Hispania
Hijo del tribuno de la plebe Lucio Mumio, era un buen orador y cercano al partido popular de los Gracos.
Fue pretor en el año 154 a. C. y recibió la provincia de Hispania Ulterior, donde después de varias derrotas consiguió finalmente algunas victorias notables sobre los lusitanos acaudillados por Púnico y Césaro, así como Cauceno (153 a. C.). A su vuelta a Roma al año siguiente, celebró un triunfo por dichas victorias.

## Consulado y destrucción de Corinto
Tras ser elegido cónsul en 146 a. C., se le encargó la dirección de la guerra aquea. La Liga Aquea, bajo la dirección de Critolao y Dieo, había sido derrotada ese mismo año por el pretor Metelo el Macedónico, pero Metelo no actuó con suficiente energía y la Liga siguió con su actividad bélica. Mumio lo sustituyó en la dirección de las operaciones bélicas.
La Liga reunió un ejército en el istmo antes de la llegada de Mumio. Este, tras forzar el paso de Leucóptera, venció a Dieo y ocupó Antigua Corinto. Todos Los hombres fueron pasados por la espada; las mujeres y los niños, vendidos como esclavos; las obras de arte, expoliadas y repartidas entre las ciudades griegas y romanas; posteriormente el lugar fue reducido a cenizas. Sin embargo, al menos dos autores antiguos ofrecen relatos según los cuales Corinto no habría sido totalmente destruida.
Esta crueldad aparentemente innecesaria, que no termina de encajar con el carácter del personaje que la llevó a cabo, es explicada por Theodor Mommsen como una consecuencia de instrucciones enviadas por el Senado, empujado por el partido con mayores intereses mercantiles, cuyo fin era acabar con un peligroso rival comercial. Según Polibio, que, había venido de África para mitigar, en la medida de lo posible, las calamidades de sus compatriotas, fue debido a su incapacidad de aguantar la presión que ejercían los que le rodeaban.
La destrucción de Corinto marca el final de la política tradicional de Roma en Grecia, benevolente hasta entonces por la fascinación que producía la cultura griega. Se considera, generalmente, como uno de los crímenes menos perdonables de Roma, pero el Senado trató de dar un escarmiento ejemplar, una vez desoídos sus consejos de moderación por la Liga Aquea. El resultado fue el fin de las ligas griegas, la anexión de la provincia de Acaya y la vigilancia del resto de Grecia por el gobernador romano de Macedonia.

## Procónsul en Grecia
Algunas obras del botín del saqueo de Corinto fueron vendidas al rey de Pérgamo y otras a Roma; no obstante Mumio respetó las propiedades religiosas. Permaneció en Grecia entre 146 y 145 a. C. Durante su segundo año como procónsul, arregló la constitución fiscal y municipal de la nueva provincia. Se ganó la confianza de los provinciales por su integridad y justicia. Resultado del incendio de Corinto fue el descubrimiento accidental del llamado bronce corintio usado en escultura.
En los eventos posteriores, Mumio demostró una capacidad administrativa considerable y un alto grado de justicia e integridad, lo que le granjeó el respeto de los habitantes. En especial, Mumio se abstuvo de ofenderles en materias religiosas.
Mumio fue uno de los pocos comandantes romanos en la era republicana que rindió homenaje a la religión helénica. Dedicó una estatua de bronce de Zeus en Olimpia y rodeó el santuario del dios con escudos de bronce dorado.
A su vuelta a Roma en el año 145 a. C. recibió los honores de un triunfo y el cognomen «Achaicus». Su procesión se convirtió en un referente en la historia del arte romano. Los trenes de vagones cargados con las obras clásicas se trasladaron a lo largo de la Vía Sacra hasta el Capitolio. Mumio, con una modestia poco común en los conquistadores, se negó a inscribir el botín con su nombre. Él los consideraba como propiedad del Estado, y él los prestó generosamente para adornar los triunfos, los edificios, e incluso las casas particulares de los demás, mientras que su propia villa conservaba la sencillez de los primeros romanos.

## Su censura y legado
En 142 a. C. sería elegido censor junto con Escipión Emiliano, con quien tuvo frecuentes conflictos por la severidad de Escipión. A pesar de que trajo tanta riqueza para las arcas del estado, Mumio murió pobre. El pueblo pagó la dote de matrimonio a su hija.
Lucio Mumio fue el primer homo novus de origen plebeyo que obtuvo un cognomen por servicios militares. Su indiferencia por las obras de arte y la ignorancia de su valor quedan patentes en su observación acerca de los encargados de su transporte: «Si las pierden o dañan, tendrán que reponerlas». Por otro lado, erigió para las festividades teatrales un teatro que mejoró las condiciones acústicas y los asientos, siguiendo el modelo griego, lo que supuso un avance en la construcción de este tipo de estructuras de entretenimiento.